# Les Marécottes
Les Marécottes est un village de la commune de Salvan, situé dans la vallée du Trient en Suisse.

## Population

### Surnom
Les habitants du village sont surnommés les Tartarelles (li Tartaïre), soit les crêtes de coq en patois valaisan, abondantes dans la région, et, par déformation ou en raison de leur tendance séparatistes, les Tartares. 

## Histoire
À l'été 1895, Guglielmo Marconi réalise une liaison de télégraphie sans fil (TSF) entre Salvan et les Marécottes (1,5 km). Le 26 septembre 2008, l'Union internationale des télécommunications a reconnu la « contribution inestimable » de Salvan au patrimoine des télécommunications.

## Tourisme
Le village est une station touristique qui offre en hiver 25 km de pistes de ski, desservies par une télécabine, un télésiège et un téléski.
On trouve également dans le village une piscine creusée dans la roche, entourée d'un petit parc zoologique présentant des espèces indigènes ou proches telles des loups, des ours et des lynx. Un vaste réseau de sentiers pédestres relie la station aux villages environnants et permet de parcourir les gorges du Trient, du Triège et de Tête Noire.
Le village est sur le parcours du chemin de fer touristique Mont-Blanc Express qui relie Martigny à Chamonix, en France, avec des pentes pouvant dépasser 20 %.

### Domaine skiable
Le domaine est accessible depuis le parking au moyen d'une télécabine construite en 1968, qui arrive à 1 780 m à La Creusaz. Une longue route forestière enneigée permet le retour en station. Le domaine d'altitude, situé en majorité au-delà de la limite de la forêt, est quant à lui desservi principalement par un télésiège 4-places débrayable construit en 2012 qui rejoint Golettaz, ainsi que par un petit téléski. Il se répartit sur deux larges combes avec cinq pistes d'un niveau de difficulté et un dénivelé relativement importants : 1 bleue, 2 rouges et 2 noires. Il offre également de nombreuses possibilités de ski hors-piste variées, entre les différentes pistes.
L'altitude du domaine skiable (1 700 à 2 200 m) et sa situation à l'entrée du Chablais assurent au site un enneigement naturel particulièrement abondant, ce qui permet de compenser l'absence d'enneigeur. Le domaine skiable jouit d'une petite réputation au sein d'un petit cercle d'initiés amateurs de neige poudreuse (freeride).
La station coopère avec les stations voisines de Champex-Lac, La Fouly et Vichères, au travers d'une offre forfaitaire commune. Des réductions sont également possibles avec les stations partenaires suisses de Bruson et Verbier, et française de Chamonix-Mont-Blanc.
Une piste de luge de 7,5 km complète l'offre.
La télécabine est en fonctionnement tous les jours pendant la période estivale en juillet et août.

## Transports
La route d'accès au départ de Martigny est relativement vertigineuse et a été construite sur un terrain difficile, notamment à l'aide de tunnels et de ponts. La station peut aussi être atteinte au moyen du train, gratuit pour les détenteurs d'un forfait de ski valide.

## Sports
La station accueille l'arrivée de la 2e étape du Tour de Romandie 2024.

## Personnalités liées à la localité
- Guglielmo Marconi (1874-1937), physicien et homme d'affaires italien, réalisa des expériences de TSF à Salvan en 1895.
- José Giovanni (1923-2004), écrivain et cinéaste.
- Fernande Bochatay (1946-), skieuse alpine, médaillée de bronze aux JO de Grenoble en 1968.